# Джордж Къбит
Джордж Къбит, 1-ви барон Ашкомб е британски политик и пер, син на Томас Къбит, водещият лондонски строител и строителен предприемач за своето време.

## Образование и кариера
Къбит се обучава в Тринити Колидж в университета Кеймбридж, като става първо бакалавър по изкуствата, а по-късно става и магистър. Той става член на парламента от Консервативната партия за Западно Съри между 1860 и 1885 г., а после за Ипсъм до 1892 г., когато достига ранга на лорд с титлата барон Ашкомб за Доркинг, Съри и замъка Боудиъм, Съсекс. През 1880 г. влиза в Тайния съвет на Обединеното кралство. Става и почетен полковник на 5-и батальон на Кралския полк на Западно Съри, и лейтенант на Съри и Мидълсекс.
Купува си имота в с. Боудиъм от местния фермер Томас Левит.

## Деца
- Джефри Къбит
- Томас Къбит
- Хенри Къбит
- Хелън Къбит
- Мери Къбит
- Адълайд Къбит
- Милдред Къбит
- Мейбъл Къбит
- Беатрис Къбит

## Смърт и погребение
Къбит умира на 26 февруари 1917 г. и е погребан в двора на църквата „Свети Барнабас“, Ранмър Комън, Съри.